# 米哈尔·克拉萨
米哈尔·克拉萨（捷克語：Michal Klasa，1953年12月19日—），捷克男子自行车运动员。他曾代表捷克斯洛伐克参加1976年和1980年夏季奥林匹克运动会自行车比赛，其中1980年奥运会获得一枚铜牌。